# Premis Mallorca
Els Premis Mallorca o Premis Mallorca de creació literària són uns premis literaris impulsats pel Consell Insular de Mallorca. S'atorguen en les modalitats de narrativa i de poesia, i des del 2008 també en la modalitat de narrativa juvenil. Tenen una alta dotació econòmica. En la seva primera edició, el 2005, estigueren envoltats d'una certa polèmica perquè el jurat decidí declarar desert el premi de narrativa, en el que era el premi de literatura en català més ben dotat (60.000 €). En el mateix acte de lliurament dels Premis Mallorca, també s'atorga des del 2007 el Premi Teatre Principal de Texts Dramàtics. A l'edició del 2011 es va anunciar que es suprimiria la dotació econòmica dels premis a les següents edicions.
No obstant això, el 2016 es va reprendre la convocatòria dels dos premis de Narrativa i Poesia. La dotació total del certamen era de 60.000 €, dels quals 25.000 € eren per a l'obra guanyadora de la modalitat de narrativa i 15.000 € per a la vencedora de la modalitat de poesia. La resta de la dotació, 20.000 €, es destinava, d'una banda, a l'adquisició del nou guardó que es lliurà als premiats —una estatueta de bronze, de l'escultor felanitxer Jaume Mir (1915-2012), titulada La Balanguera, que duia gravada la lletra del poema de Joan Alcover, la versió musicada del qual és l'himne de Mallorca— i d'altra banda, a l'edició, la distribució i la promoció de les obres guanyadores.
L'any 2017 s'hi va afegir el premi en la categoria d'assaig i el 2018 el premi de dramatúrgia. L'any següent es va crear el premi de Fotografia Contemporània que s'atorga a un projecte de 15 fotografies com a mínim. Finalment,l'any 2020 s'hi va incorporar la modalitat de literatura infantil. Les modalitats literàries tenien el 2020 la dotació de 25.000 € (narrativa) 19.000 € (assaig), 15.000 € (poesia) 10.000 € (textos teatrals i literatura infantil), mentre que el premi de fotografia era dotat amb 7000 euros

## Guanyadors

### Narrativa
- 2005 - Declarat desert pel jurat[6]
- 2006 - Manuel Baixauli per L'home manuscrit (presentada sota el pseudònim Etcètera)[7]
- 2007 - Ignasi Mora Tarrazona per Ulisses II
- 2008 - Miquel de Palol i Muntanyola per El testament d'Alcestis (presentada sota el pseudònim L'illa dels morts)
- 2009 - Rosa Maria Colom Bernat per La mort de l'escriptor[8]
- 2010 - Carles Sánchez Cardona per Contes des de l'illa Quàntica[9]
- 2011 - Isabel Olesti per La pell de l'aigua[10]
- 2016 - Albert Fargas per La primera vegada[11]
- 2017 - Pere Joan Martorell per La memòria de l'oracle[12]
- 2018 - desert[13]
- 2019 - Miquel Esteve Valldepérez per L'avi Antoni, Rimbaud i el monument al general Prim[14]
- 2020 - desert[15]
- 2021 - Manuel Brugarolas Masllorens per El club de l'àngel[16]
- 2022 - desert[17]
- 2023 - Marta Grau per Deixa'm anar
- 2024 - Carlos Loreiro per Poeta poeta

### Poesia
- 2005 - Manel Marí per No pas jo
- 2006 - Amadeu Vidal i Bonafont per Crònica des de la banyera[7]
- 2007 - Jordi Julià Garriga per Planisferi lunar
- 2008 - Bernat Nadal Nicolau per Oratori d'atricions
- 2009 - Hèctor Bofill per El retorn dels titans[8]
- 2010 - Ricard Martínez Pinyol per La inspiració i el cadàver[9]
- 2011 - Pere Joan Martorell per Oracle[10]
- 2016 - Eva Baltasar per Invertida[11]
- 2017 - Josep Lluis Roig per La llum del curtcircuit[12]
- 2018 - Francesc Company per Animals a la carretera[13]
- 2019 - Mireia Calafell Obiol per Nosaltres, qui[14]
- 2020 - Marià Veloy per El quadern de l'espia[15]
- 2021 - Carles M. Sanuy per El llum del cartògraf[16]
- 2022 - Montserrat Butxaca per Presagis[17]
- 2023 - Pere Perelló Nomdedéu per Aspra és la terra, i altres poemes

### Narrativa juvenil
- 2008 - Gemma Pasqual per E=mc2
- 2009 - Guillem Rosselló Bujosa per La casa de les escales[8]
- 2010 - Lluís Miret Pastor per PQPI Connection[9]
- 2011 - Jordi Ortiz per In absentia (Judici a la Terra)[10]

### Assaig
- 2017 - desert
- 2018 - Maria Magdalena Gelabert per Antoni M. Alcover i les Dones[13]
- 2019 - Antoni Mas Forners per Llengua, terra, pàtria i nació. L'evolució de la consciència lingüística i etnocultural entre els cristians de l’illa de Mallorca (s. XIV-XVII)[14]
- 2020 - Pau Tomàs Ramis per Els mallorquins a l'Olimpíada que no fou[15]
- 2021 - Caterina Valriu Llinàs per Les rondalles que l'Arxiduc no va publicar[16]
- 2022 - Gabriel Ensenyat Pujol per Moros i catalans[17]
- 2023 - Miquel Vidal Bosch per Identitat i autogovern: Les Illes Balears a la Transició democràtica

### Textos teatrals
- 2009 - Miquel Àngel Raió per Cristalls irats xinés[8]
- 2010 - Marc Angelet Cantos per El biògraf[9]
- 2018 - Sadurní Vergés per Els ulls dels Altres[18]
- 2019 - Paco Romeu per Uns altres temps[19]
- 2020 - Miquel Àngel Raió per Altres formes[15]
- 2021 - desert[16]
- 2022 - Esteve Mulero per Excavació profunda al marge del camí[17]
- 2023 - Neus Nadal Parés per Kiken_2023

### Literatura Infantil Il·lustrada
- 2020 - Caterina Valriu i Toni Galmés (il·lustració) per Mare, d'on venen els infants?[15]
- 2021 - Goretti Pérez Ruiz per Mia, artista![16]
- 2022 - Roser Cussó i Marc Donat per El bosc espès i el bosc frondós[17]
- 2023 - Núria Figueras Adell i Àgata Gil Capeta per El melic d'en Frederic

### Premi Mallorca de Fotografia Contemporània
- 2019 - Federico Clavarino pel projecte Ghost Stories[14]
- 2020 - Paula Anta pel projecte Khamekaye[15]
- 2021 - Camilla de Maffei pel projecte Delta[16]
- 2022 - Sebastián Bruno per projecte Wales 2013-2022[17]
- 2023 - Tono Arias per Veñen corvos voando baixo